# Кијевска Русија
Кијевска Русија или Кијевска Рус (рус. Киевская Русь), позната и као Староруска држава (рус. Древнерусское госуда́рство) или Стара Рус (рус. Древняя Русь), средњовјековна је држава у сјевероисточној Европи која је образована у 9. вијеку као исход уједињења дијела источнословенских и угрофинских племена под влашћу кнежева из династије Рјурикович.
У периоду свог највећег процвата, Кијевска Русија се простирала на територији од горњег тока Висле на западу до међуријечја Волге и Оке на истоку, од Бијелог мора на сјеверу до прицрноморских руских ексклава на југу. До средине 12. вијека ушла је у стање феудалне фрагментације и заправо се распала на неколико кнежевина, којима су управљали различити огранци династије Рјурикович. Све до монголске инвазије (1237—1240), Кијев, који је изгубио утицај у корист нових средишта моћи, формално се и даље сматрало главном пријестоницом Руси, а Кијевска кнежевина је остала у заједничком посједу руских кнежева. Као етнокултурна регија, Рус је опстала након политичког распада, што је касније одиграло важну улогу у поступку уједињења руских земаља.

## Назив
Постоји неколико историографских назива државе који су преовладали у литератури у различитим временским раздобљима: Староруска држава, Стара Рус / Русија, Кијевска Рус / Русија и Кијевска држава.
Дефиниција „староруског” није повезана са општеприхваћеном у историографији подјелом старог и средњег вијека у западној и средњој Европи, према којој се стари увијек завршава средином 1. миленијума н. е. са гашењем традиционалне античке културе. У односу на Рус, под старим вијеком се обично подразумијева такозвани предмонголски период од 9. до средине 13. вијека.
Савремени израз „Кијевска Рус” је настао у првој половини 19. вијека, претрпјевши значајну еволуцију током историје употребе. Један од првих који га је употребио био је Михаил Максимович у свом дјелу „Одакле иде руска земља” (1837) у ужем географском смислу за означавање Кијевске кнежевине, заједно са фразама као што су „Црвена Рус”, „Суздаљска Рус” итд. У истом смислу, израз су користили Сергеј Соловјов („Рус Кијевска”, „Рус Черниговска”, „Рус Ростовска или Суздаљска”), Николај Костомаров и Дмитриј Иловајски. У другој половини 19. вијека израз добија додатну, хронолошку димензију — једна од раздобља руске историје и државности. У овом случају, ово раздобље се обично завршавало 1169, што је било везано са идејом која је постојала у предреволуционарној историји о преносу пријестонице Русије из Кијева у Владимир. Василиј Кључевски користио је овај израз несистематски, понекад комбинујући уске географске и хронолошке оквире и правећи разлику између „старе Кијевске Руси” од „Руси нове, горњоволшке”, понекад под тим подразумијевајући све земље Руси у одговарајућем периоду. Сергеј Платонов, Александар Пресњаков и други аутори раног 20. вијека почели су да користе тај израз у државно-политичком смислу као назив државе свих Источних Словена у доба када је Кијев био заједничко политичко средиште. У украјинској националистичкој историографији израз „Кијевска Рус” није нарочито популаран, јер је подразумијевао постојање других средишта и периода у историји Руси. Михаил Грушевски га једва користи, преферирајући изразе „Кијевска држава” или „Руска држава” (у његовој верзији супротстављена Московској држави). Према Грушевском, ова држава је наставила постојати, не кроз Велику владимирску кнежевину, него кроз Галичко-волињску кнежевину 13. вијека и литванско-пољски период 14—15. вијека. Савремени украјински историчари поједностављују схему Хрушевског, приказујући „Кијевску Рус” као државу коју је створио украјински етнос и која њему искључиво и припада.
Коначно утврђење концепта „Кијевска Рус” у државно-политичком смислу догодило се у совјетско доба, када је академик Борис Греков објавио своје главне радове, који су постали уџбеници: „Кијевска Рус” (1939) и „Култура Кијевске Руси” (1944). Прецизирајући значење израза, Греков је примјетио сљедеће:
Сматрам да је потребно још једном да истакнем да се у свом раду бавим Кијевском Руси не у ускотериторијалном смислу овог израза (Украјина), већ управо у оном ширем смислу „империје Рјуриковича”, што одговара западноевропској империји Карла  Великог, које обухвата огромну територију на којој се накнадно образовало неколико независних државних јединица.
Исте године је други дио совјетских историчара (Михаил Артамонов, Владимир Мавродин, Арсениј Насонов) увео у научни оптицај израз „Староруска држава” (првобитно је придјев писан малим словом, а убрзо је постао прави назив). Међу совјетским историчарима, израз су активно користили Владимир Пашуто и представници његове школе. У данашње вријеме израз „Кијевска Рус” постепено излази из употребе.
Ендоетноним становника Руси у љетописима је означен ријечју Русин, док је множина изражена облицима Руси, односи русијски (народ).

## Настанак Кијевске Русије
Кијевска Русија је настала на трговачком путу „од Варјага до Грка” на земљама источнословенских племена — Иљмени, Кривичи, Пољани — и угрофинских племена — Чуди, Мерјани и Веси — обухватајући и земље других источнословенских племена — Древљани, Дреговичи, Полочани, Радимичи, Северани и Вјатичи.

### До позивања Варјага
Прва поуздано датирана вијести о Руси и држави Руса јавља се у првој трећини 9. вијека: у Бертинским аналима под 839. годином помиње се посланство кагана народа Рос (rhos), који је најприје стигао у Константинопољ, а одатле на двор франачког императора Луја Побожног. Император је истражио сврху њиховог доласка и сазнао да су из народ Свеја (Швеђани, односно Нордијци).
У „Повијести минулих љета” под 859. годином, каже се да су угрофинска и сјеверни дио источнословенских племена били у трибутарној зависности од Варјага, а југоисточни дио источнословенских племена од Хазара.
Љето 6367 (859). Узимаху данак прекоморски Варјази од Чуда и од Словена, од Мера, од Веса и од Кривича. А Хазари узимаху од Пољана, и од Северјана, и од Вјатича — по монету и по вјеверицу од дима.
Кијевска Русија 860. године (у „Повијести минулих љета” погрешно наводи 866) врши свој први поход на Константинопољ. Грчки извори са њим повезују такозвано прво крштење Руси, након чега је у Руси можда настала епархија и владаћу врхушка (вјероватно предвођена Асколдом) примила хришћанство.
Ако пратите „Повијест минулих љета”, Рјурикова држава је претходила конфедерацији словенских и угрофинских племена, која је протјерала, а затим позвала Варјаге.

### Рјурикова владавина
Према Повијести минулих љета 862. године (датум је приближан, пошто је најстарији љетопис посљедица вјештачких прорачуна и историјски је непоуздан) словенска и угрофинска племена, која су претходно протјерала Варјаге, позвали су их на власт:
Љето 6370 (862). Изгнаше Варјаге преко мора, и не дадоше им данак, и почеше сами собом да владају. И не би међу њима правде, и уста род на род, и бијаху међу њима свађе, и ратовати стадоше једни с другима. И рекоше сами себи: „Потражићемо себи кнеза који би владао нама и судио по правди.” И иђаху преко мора ка Варјазима, ка Русима. Ови се Варјази, наиме, називаху Руси, као што се други зову Шведи, а други пак — Нормани и Англи, а још други — Холанђани; тако и ови. Казаше Русима Чуди, Словени, Кривичи и Вјеси: „Земља је наша велика и обилна, а реда у њој нема. Дођите да кнезујете и да владате нама.” И изабраше три брата с родовима њиховима, и узеше они са собом све Русе, и дођоше и сједе најстарији, Рјурик, у Новгороду, а други, Синеус, — на Бјелоозеру, а трећи, Трувор - у Изборску. И од ових Варјага назва се Руска земља.
Исте године (датум је такође приближан) Варјази и Рјурикови ратници Аскољд и Дир, упутивши се ка Константинопољу, потчинили су Кијев, чиме је успостављена пуна контрола над најважнијим трговачким путем „од Варјага до Грка.” При томе, Новгородски и Никоновски љетопис не повезују Асколда и Дира с Рјуриком, а љетопис Јана Длугоша и Густински љетопис називају их потомцима Кија.
Рјурик је умро у Новгороду 879. године. Власт је пренијета на Олега, регента малољетног Рјуриковог сина Игора.

### Проблем настанка државности
Традиционално, почевши од „Повијести минулих љета” с почетка 12. вијека па све до данас, за настанак Руске државе сматра се 862. година. Према руским љетописима, те године су сјеверна племена Источних Словена и Угрофинаца, која су претходно протјерала неке Варјаге, позвале на владавину Варјаге—Русе, на челу са Рјуриком. Одговор на главно питање Повијести минулих љета „одакле креће руска земља”, стављено у заглавље љетописа, садржан је у причи о позиву Варјага 862. године: кнезови су донијели са собом варјашко име Рус и „од тих Варјага прозва се Руска земља.” Састављач љетописа је почетак Руси сматрао позивом варјашких кнезова, а не походом руских ратника на Константинопољ. Неки историчари почетак руске државе приписују неком другом времену или га везују за неки други догађај (нпр. за 882. када је кнез Олег заузео Кијев, ујединивши два средишта Руси).
Постоје двије главне хипотезе о образовању Староруске државе. Према норманској теорији, заснованој на Повијести минулих љета с почетка 12. вијека, бројним западноевропским, арапским и византијским изворима, као и резултатима археологошких и ономастичких истраживања, Староруску државу су основали Варјази (Скандинавци), на челу са браћом Рјуриком, Синеусом и Трувором 862. године или Рјуриковим рођаком Олегом, који је заузео Кијев 882. године. Истовремено, неки представници норманизма, попут Василија Кључевског, почетним обликом руске државе сматрају кијевску варјашку кнежевину Аскољда и Дира, која је постала средиште консолидације источнословенских племена и кнежевина у јединствену државу, а не Рјурикову новгородску државу, коју сматрају мјесном и краткотрајном варјашком кнежевином.
Други правац, познат као антинорманизам, заснива се на концепту немогућности увођења државности споља и настанку државе као етапе у унутрашњем развоју друштва. Оснивачем те теорије у руској историографији сматра се Михаил Ломоносов. Поред тога, постоје различите тачке гледишта о поријеклу самих Варјага. Научници сврстани у норманисте сматрали су их Скандинавцима (обично Швеђанима), дио антинорманиста, почев од Ломоносова, предлажу њихово западнословенско поријекло. Постоје и друге верзије локализације — у Финској, Пурској, другом дијелу Прибалтика. Проблем етничке припадности Варјага независан је од питања настанка државности.
У савременој науци преовладава тачка гледишта према којој је жестоко противљење „норманизму” и „антинорманизму” у великој мјери политизовано. Ни Герхард Фридрих Милер, ни Аугуст Лудвиг фон Шлецер, ни Николај Карамзин, нису негирали претпоставке везане за изворну државност код источних Словена, а спољашње (скандинавско или друго) поријекло владајуће династије је појава распрострањена у средњем вијеку, што ни на који начин не доказу неспособност људи за стварање државе или, конкретно, институције монархије.
У новије вријеме, у контексту цивилизацијског приступа у историји и теоријама етнокултурног међусобног дејства, сучељавање „норманиста” и „антинорманиста” у великој мјери је изгубило научни смисао. Образовање државности се посматра као дуг поступак продубљивања раслојавања друштва, који кулминира политогенезом под утицајем комплекса различитих фактора.
Присуство Скандинаваца на сјеверу источнословенских територија забиљежено је на основу археолошког материјала из 8. вијека: налази из 9—11. вијека на ископавањима Рјуриковог городишча, гробног кургана у Старој Ладоги (од средине 8. вијека) и Гнездово. Од 8. вијека настаје трговачки пут из Скандинавије у источну Европу (Волшки трговачки пут), а касније и „пут од Варјага ка Грцима” — трговачки пут из Скандинавије преко источне Европе до Византије. Обиље скандинавских старина у источној Европи не може се објаснити само далеким путовањима и транзитном трговином досељеника из Скандинавије, тим прије што неки од налаза потичу из мјеста која су знатно удаљена од главних путева. Скандинавске археолошке старине свједоче о значајном присуству досељеника из Скандинавије међу становништвом источне Европе, као и о великом имиграционом таласу из Скандинавије у источну Европу, углавном са подручје средишње Шведске. Ова миграција била је условљена тешким природним условима Скандинавије, малом површином погодном за пољопривреду.
Према Елени Мељниковој и Владимиру Петрухину, образовању кнежевске династије претходио је дуг поступак развоја друштвено-економских односа међу Словенима и Угрофинцима, у којима су скандинавске дружине постале ништа друго до катализатора због њиховог учешћа у стварању трговачког пута из Скандинавије у источну Европу. Позивање Рјурика на кнежевство научници сматрају фолклорним одразом уговорних односа (струс. рядъ) међу племенског племства источних Словена и Угрофинаца с једне стране и варјашке дружине на челу са кнезом с друге стране.
Око 7—10. вијека дошло је до поновног прилива бројних скупина словенских досељеника из Подунавља у различите области Источноевропске низије којима су Словени већ овладали, према археологу Валентину Седову то је одиграло значајну улогу у консолидацији словенског становништва источне Европе и кулминирао образовањем староруске народности. По природи и детаљима погребног обреда, најстарији лешеви у средњем току Пдњепровја имају непосредне аналогије у ранохришћанским споменицима на подручје Велике Моравске. Николај Николски, сљедећи Иловајског и Шахматова, претпоставио је присуство у љетописима двије међусобно искључиве верзије о поријеклу Руси — пољано-словенске и варјашке. По његовом мишљењу, извор је била пољано-словенска верзија, а први аутор љетописа био је увјерен да је „Руска земља”, као и сви Словени, „пошла” из Подунавља. Каснији аутор је покушао да докаже да су Руси Варјази, који су дошли „преко мора, и не у Кијев, него у сјеверозападне земље”. Након Ивана Филевича, Николски је првобитни љетопис назвао „Повијест о Руској земљи” или „Повијест о пољано-руси”.
У совјетској историографији, у складу са марксистичким формацијским приступом, вјеровало се да држава настаје на основу класног друштва у настајању и да му не може претходити. Истовремено, извори нам не дозвољавају да говорима о робовласничком систему у Руси, најранијем, према теорији друштвено-економских формација, стадијуму развоја класног друштва (ропски рад у Руси се одвијао, али није чинио основну економије), стога се друштвено-економски систем Старе Руси сматрао феудалним. Совјетски историчари од шездесетих до осамдесетих година 20. вијека (Греков, Рибаков, Черепнин, Пашуто) настојали су да пронађу трагове феудализма већ за најранији период руске историје. Издвојена је претходна етапа, прелазна између примитивно-заједничке и феудалне, означена као „варварска”, „предфеудална”, „полупатријархална-полуфеудална”. Дефинишући обиљежје феудализма било је постојање велике приватне земљишне својине, државног или приватног власништва над земљом, што је непосредног произвођача чинило зависним од власника земље и дозвољавало отуђена вишка производа методама неекономске принуде. Међутим у Руси кнежевско индивидуално посједовање земље настаје тек у другој половини 11. вијека, а феуд у 12. вијеку. Да би ријешла ово питање, совјетска историјска наука издвојила је посебну рану феудалну фазу, знак присуства феудализма за који се сматрало врховно државно власништво над земљом. Ово имање, према Черепнину, образовано је у 10. вијеку, а према Гроском већ од почетка 10. вијека у облику владавине племенских земаља, од којих је убирана „феудална рента” у облику поклона.
Међутим, извори не дају основа за претпоставку да је отуђење вишка производа за овај период засновано на врховној својини земљишта. Принудно отуђивање вишка производа јавља се већ у преддржавном периоду, у тзв. рангираном друштву, везано за функционалну диференцијацију друштва (именовање вођа, свештеника и др.), у којем се рађају прве потестарске структуре, а јача се појавом друштвене и имовинске диференцијације. Прије додавања државног власништва над земљом (у облику колективног власништва друштвених елита), друштвене скупине су се разликовале у односу према производу производње, али не и према средствима за производњу (земљиште у феудализму). Већ под племенским уређењем, врховна власт стиче право прече прерасподјеле вишкова производње и његовог присвајања. Неједнакост друштвених статуса у приступу коришћења вишкова производа изазвала је повећане друштвене и имовинске диференцијације. Њена консолидација у хијерархији статуса карактерише образовање тзв. слојевитог друштва, на основу којег настаје држава: потестарске структуре почињу да обављају одређене функције државне власти. У овој фази, уз прерасподјелу, долази до организованог прикупљања вишака производа у виду фиксних давања. Важна функција власти је заштита територије у настајању, стога се издваја професионални војни слој, који није повезан са заједничком и племенском организацијом. Раслојавање унутар војног слоја доводи до образовања војне аристократије, која се дјелимично спаја и дјелимично потискује племенско племство. Функције државе у овој етапи углавном обавља војна организација. Међутим, друштвено раслојавање заједнице још нема класни карактер, још увијек засновано на односу према вишку производа, а не према средствима за производњу. Према савременој историјској науци, у раном периоду, отприлике до средине 11. вијека, „окнежење” земљама, проширење врховне власти кијевског кнеза на њих, није значило прелазак врховног власништва над земљом на кнеза. Земља је дуго остала племенско власништво. Развој кнежевске власти над земљом изражавао се прије свега у отуђењу вишкова производа који производи становништво — прикупљањем данка, што је вршено у релативно развијеним облицима пољудја. Осим тога, до средине 11. вијека црква је средстава добијала само од десетине, што је вјероватно посљедица неотуђивости заједничког земљишта у овом периоду, односно одсуства феудалних односа. Образовањем приватне својине на земљишту формира се класно друштво. У Руси се то дешава послије средине 11. вијека (за поређење: у Данској у 12. вијеку, у Шведској 12—13. вијек).
За настанак и развој „секундарних” државних творевина, које су обухватале староруске, и германске и староскандинавске државе, које су настале у контексту контаката са већ успостављеним државама, како унутрашњих предуслова које ствара продуктивна привреда и доводе до раслојавања друштва, тако и спољних фактора — војне дјелатности, трговине итд. У исто вријеме, појаву „сјеверне конфедерације племена”, на челу са племством племена која су била у њеном саставу и која је непосредно претходила Староруској држави, нико од истраживача не повезује са успјехом економског развоја регије. Производна привреда је овдје донијета тек у вријеме словенске колонизације, непосредно прије постојања „конфедерације”. Природне карактеристике регије, клима, густ шумски покривач и мала количина плодног земљишта нису допринијели интензивном развоју пољопривреде. Тек средином 8. вијека на Волхову се појавило мало насеље Ладога, које је у првој половини 9. вијека постало приградско насеље трговачко-занатског карактера са неколико десетина становника. Сјеверозападна регија доживљава интензивнији развој од средине до краја 8. вијека.
Једина појава великих размјера у овој регији, синхрона овом процесу, било је образовање трговачке руте која је повезивала Балтик са Волгом, Бугарском, Хазаријом и Арапским калифатом преко Неве, Ладоге и Волге, што се може пратити прије свега у распрострањени арапског сребра. Волшки трговачки пут настао је као наставак источнијег постојећег система трговинских комуникације из средине 1. миленијума н. е. који повезује регије средње Европе, Сјеверног мора и Балтика. До 6—7. вијека, балтички дио пута се простирао до Свеаланда. Средином 8. вијека ова трговачка маршута се завршавала у Ладоги. Појава на подручју Волге трговачко-занатских насеља и војиних логора током 9. вијека, свугдје гдје фиксирана скандинавска етничка компонента, свједочи о продужењу трговачког пута и његовом протезању до Бугарске. Насеља из 9. вијека, која се у археологији називају Рјуриково городишче, Крутик у Белооеру, Сарско городишче, касније — настарија насеља на простору Пскова, Холопиј городок на Волхову, Петровское, Тимерјово и др. — налазила су се на трговачком магистралном путу или његовим крацима. Бројни истраживачи су истакли улогу волшке руте као трансевропског аутопута и њен значај за економски развој источне Европе и Скандинавије. Дуж трговачке магистрале израсла су насеља која су служила трговцима, настали су пунктови који су контролисали опасне дијелове пута, мјеста за трговину са мјесним становништвом (пијаца). Мјесна добра обухватала су крзно и шумске производе, мед, восак итд. Околина се бавила трговином и одржавањем трговачког пута, племенско племство је контролисало ову дјелатност, што је исходило повећаним друштвеним раслојавањем. Потреба за мјесном робом ради њене продаје на трговачким пунктовима ојачала је улогу данка. Повећање износа прикупљеног данка исходило је усложњавањем потестарских структура и јачањем централне власти. О значају трговине у овој регији свједочили су арапски аутори 10. вијека у извјештајима, који датирају из извора 9. вијека (Ибн Руста, аутор „Худуд ел Алам”, ел Истархри, Ибн Хаукал, Ибн ел Факих и др.).

## Историја

### Владавине Олега Вјештог
Према љетописној хронологији, кнез Олег Вјешти, рођак Рјурика, кренуо је 882. у поход на Новгород на југу, заузевши успут Смоленск и Љубеч, успоставивши тамо своју власт,  а за кнеже је поставио своје људе. Даље, Олег је са новгородском војском и најамничком варјашком дружином заузео Кијев, убио Аскољда и Дира, који су владали Кијевом, и прогласио Кијев пријестоницом своје државе („И сједе Олег, кнез, у Кијев, и рече Олег: ’Да буде ово мајка градовима руским’”); паганско је било доминантна религија, иако је хришћанска заједница већ постојала у Кијеву.
Олег је војним путе прошио своју власт на земље Древљана и Северана, а Радимичи су без борбе прихватили Олегове услове (посљедња два племенска савеза су претходно плаћала данак Хазарима):
Љето 6391 (883). Стаде Олег да ратује против Древљана и, покоривши их, узимаше од њих данак — по црну куну од дима.
Љето 6392 (884). Иде Олег на Северјане и, покоривши их, наметну им лаган данак, и не даде им Хазарима данак плаћати, рекавши: „Ја сам им непријатељ, и ви немате зашта да им плаћате.”
Љето 6393 (885). Посла к Радимичима, питајући: „Коме данак дајете?” Они пак рекоше: „Хазарима.” И рече им Олег: „Не дајите Хазарима, већ мени дајите.” И дадоше Олегу по шчељгу, као што и Хазарима даваху. И владаше Олег Пољанима, и Древљанима, и  Северјанима, и Радимичима, а с Уљичима и Тиверцима имађаше рат.
Као исход побједоносног похода на Византију, склопљени су први писани споразуми 907. и 911. године, који су предвиђали повлашћене услове тргови за руске трговце (укинуте су трговинске дажбине, обезбијеђене су поправке бродова, преноћиште), рјешавање правних и војних питања.
Према љетописној верзији, Олег, који је носио титулу великог кнеза, владао је више од 30 година. Рјуриков рођени син Игор преузео је пријесто послије Олегове смрти 912. године и владао је до 945. године. Истраживачи примјећују празнину у свим списковима Примерног љетописа, која се поклапа са почетком Игорове владавине: „једнако велики прекид у првом десетљећу 10. вијека” до четрдесетих година 10. вијека. Послије „овог времена, љетописна мрежа свих сводова углавном се поклапа.” Крај Олегове владавине представља „оштри линију” у општем распореду љетописног материјала.

### Игор Рјурикович
Игор је покренуо два војна похода на Византију. Први поход 941. је завршен безуспјешно. Претходио је неуспјешан војни поход на Хазарију, током којег је Рус, на захтјев Византије, напала хазарски град Самкерц на Таманском полуострву, али је руску војску поразио хазарски војсковођа Песах и он се окренула против Византије. Други поход на Византију одвио се 944. године. Завршен је споразумом који је потврдио многе одредбе претходних споразума из 907. и 911. године, али је укинуо трговину без дажбина. Руси су 943. или 944. извршио поход на Закавказје на град Берду. Игор је убијен 945. док је прикупљао данак од Древљана.

### Олга Кијевска
Послије Игорове смрти, с обзиром да је његов син Свјатослав био малољетан, стварна власт била је у рукама Игорове удовице, кнегиње Олге. Постала је први владар Кијевске Руси, који је званично прихватио хрићанство византијског обдреда (по најаргументованијој верзији 957. године, али се предлажу и други датуми). Међутим, Олга је око 959. позвала њемачког епископа Адалберта и свештенике латинског обреда у Кијевску Русију (послије неуспјеха мисије, приморани су да напусте Кијев).

### Свјатослав Игоревич
Од 960. Свјатослав преузима власт у своје руке. Његова прва акције била је покоравање Вјатича (964), који су посљедњи од свих источнословенских племена наставили да Хазарима плаћају данак. Свјатослав је 965. (по другим изворима и 968/969. године) покрнуо поход на Хазарски каганат, током којег је на јуриш заузео најважније градове: град-тврђаву Саркел, Семендер и пријестоницу Итил. Након тога, на мјесту Саркела настало је староруско насеље Бела Вежа. Можда је са овим походом повезано и утврђење Руси у Тмутаракани. Свјатослав је извршио и два похода на Бугарску, гдје је намјеравао да створи сопствену државу са пријестоницом у подунавској области, што је довело до рата са Византијом. По завршетку рата 972, враћајући се у Кијев са ослабљеном војском, напали су га Печенези и погинуо је у борби.

### Владимир и Јарослав Мудри. Крштење Руси
Након смрти Свјатослава, између његових синова избија међусобни сукоб за право на пријесто (972—978. или 980). Најстарији син Јарополк постаоо је велики кијевски кнез, Олег је добио древљанску земљу, а Владимир Новгород. Јаропол је 977. побиједио Олегову дружину, а сам Олег је погинуо. Владимир је побјегао „преко мора”, али се вратио двије године касније са варјашком дружином. Током међусобних сукоба, Владимир је бранио своја права на пријесто (владао 980—1015). Под њим је завршено образовање државне територије Старе Руси, а присаједињени су черневски градови и Карпатска Рус.
Под кнезом Владимир 988. хришћанство је постала званична религије Руси. Пошто је постао кијевски кнез, Владимир се суочио са повећаном пријетњом Печенега. Да би се заштитио од номада, гради низ утврђења на граници, чије је гарнизоне регрутовао од „најбољих мушкараца” сјеверних племена. У Владимирово вријеме одвија се радња многих руских биљина, који говоре о подвизима богатира.
Послије Владимирове смрти у Руси је дошло до новог грађанског сукоба. Свјатополк Проклети је 1015. убио своју браћу Бориса (према другој верзији, Бориса су убили Јарославови скандинавски плаћеници), Глеба и Свјатослава. Сам Свјатополк је два пута поражен и умро је у изгнанству. Борис и Глеб су 1071. канонизовани за свеце.
Владавина Јарослава Мудрог (1019—1054) било је доба највећег процвата државе. Јавне односе регулисао је зборник закона Руска правда и кнежевске повеље. Био је у родбинским односима са многим владајућим династијама Европе, што свједочи о широком међународном признању Руси у европском хришанском свијету.
У градовима, од којих су највећи били Кијев, Новгород, Ладога, Смоленск, Полоцк, Изборск, Чернигов, Перејаслав, Туров, Ростов, Белоезеро, Плесков (Псков), Муром, Овруч, Владимир Волињски и други, развили су се занатство и трговина. 
Настали су споменици писмености („Слово о закону и благодати”, Новгородски кодекс, Остромирово јеванђеље, житије и прве љетопис, који су касније чинили основу ПВЛ). Почела је градња каменом (Десетинска црква, Софијски сабор у Кијеву и истоимени сабори у Новгороду и Полоцку, постали су изузетни споменици архитектуре). О високом степену писмености становника Руси свједоче бројна писма на брезиној кори, која су остала до данас. Кијевска Русија је трговала са јужним и западним Словенима, Скандинавијом, Византијом, западном Европом, народима Кавказа и средње Азије.
Када се послије дванаестогодишње изолације и смрти кнеза Мстислава Владимировича, који није оставио насљедника, под власт Јарослава вратила Черниговска кнежевина, Јарослав се преселио из Новгорода у Кијев и побиједио Печенеге, након чега су њихови напади на Руси заувијек престали (1036).

### Тријумвират Јарославича. Љубечки сјезд
Полоцка кнежевина се прва одвојила од Кијева — то се догодило већ почетком 11. вијека. Скоцентрисавши све остале руске земље под својом влашћу само 21 године након смрти свог оца, Јарослав Мудри је их подијелио између својих пет синова. Послије смрти двојице најмлађих, све земље су биле под влашћу тројице старјешина: Изјаслава Кијевског, Свјатослава Черниговског и Всеволода Перејаславског („Тријумвират Јарославича”).
Од 1061. (одмах након побједе руских кнежева над Торковима у степама) почели су препади Половаца, који су замијенили Печенеге који су се доселили на Балкан. Током дугих руско-половски ратова, јужни кнежеви дуго нису могли да се носе са противницима, предузимајући низ неуспјешних похода и трпећи болне поразе (битка на ријеци Алти (1068) и битка на ријеци Струги (1093)).
Након смрти Свјатослава 1076, кијевски кнежеви су покушали да његове синове лише черниговског насљедства, тражећи помоћ од Половаца, иако је први пут Половце у сукоби искористио Владимир Мономах (против Всеслава Полоцког). Олег, Давид и Јарослав Свјатославич су 1094. започели рат за волости на истоку Руси против кијевског кнеза Свјатополка Изјаславича, черниговског кнеза Владимира Мономаха и њихових савезника.
На Љубечком сјезду (1097), сазваном да заустави грађанске сукобе и уједини кнежеве ради заштите од Половца, проглашен је принцип: „Нека свако чува своју очевину.” Тако је, уз задржавање права љествице, у случају смрти једног од кнежева, кретање насљедника било ограничено на његову вотчину. То је отворило пут политичкој (феудалној) фрагментацији, пошто је у свакој земљи успостављена посебна династија, а велики кнез Кијева је постао први међу једнакима, изгубивши улогу сизерена.
Убрзо послије Љубечког сјезда почео је рат за Волињ, Пшемисл и Теребовљ. Формални повод за рат било је ослепљење теребовљског кнеза Васиљка Ростиславича теребовљског по наређењу волињског кнеза Давида Игоревича, али чињеница да се то догодило на посједу кијевског кнеза Свјатополка, замало је довела до збацивања Владимира с кијевског пријестола 1098. године. Као резултат рата Свјатополк је преузео Волињ од Давида, а Свјатополкове претензије на посједе Растославича су пропале након битака на Рожном пољу и на Вагри. До склапања мира и расподјеле власти дошло је на сјезду у Уветичу (1100).
То је омогућило да се удруже снаге у борби против Половца (Долобски сјезд 1103. године), који су премјештени дубоко у степе. Осим тога, склопљени су споразуми са савезничким номадима — „црним клобуцима” (Торцима, Берендејцима и Печенезима, које су Половци протјерали из степа, а населили су се на јужним руским границама). С почетком од 1103. Владимир Мономах је постао инспиратор и један од вођа заједничких офанзивних војних похода против Половца (битке на Сутени 1103, на Салници 1111), док су полоцки канови Боњак и Шарукан поражени на перејаславској земљи (1107).
Послије смрти кијевског кнеза Свјатополка Изјаславича 1113, у Кијеву је избио народни устанак и кијевски бојари су позвали Владимира Мономаха на кнежевство у Кијев. Био је принуђен да законодавним путем донекле ублажи положај нижим слојева. Тако је настала „Повеља о резовима”, која је постала дио обимног издања Руске правде. Повељом је ограничена добит лихвара, одређивала је услове ропства и, не задирући у темеље феудалних односа, ублажавала положај кметова и закупаца. Владавина Владимира Мономаха била је период посљедњег јачања Кијевске Руси.

### Измјене у државној управи од краја 10. и до почетка 12. вијека
Приликом покрштавања Руси у свим њеним земљама успостављена је власт православних епископа, потчињених кијевском митрополиту. Истовремено су Владимирови синови постављени за намјеснике у свим земљама. Сада су сви кнежеви који су дјеловали као заступници кијевског великог кнеза били само из породице Рјурикович. Скандинавске саге помињу феудалне посједе Викинга, који су се налазили на периферији Руси и на новоприсаједињеним земљама, па су у вријеме писања „Повијести минулих љета” већ дјеловале као реликти. Кнежеви из породице Рјурикович водили су жестоку борбу са преосталим племенским кнежевима (Владимир Мономах помиње вјатичког кнеза Ходоту и његовог сина). То је допринијело централизацији власти.
Моћ кијевског кнеза достигла је највећу снагу под Владимиром и Јарославом Мудрим (затим послије паузе под Владимиром Мономахом). Положај династије учвршћен је бројним међународним династичким браковима: Ане Јарославне и фрацуског краља, Всеволда Јарославича и византијске принцезе итд.
Од Владимировог доба или, према неким извјештајима, Јарополка Свјатославича, кнез је почео да додјељује земљу припадницима дружина умјесто новчане надокнаде. Ако су у почетку то били градови у кормљенију (врста награде по којој се кнежевска администрација у периоду службе одржавала о трошку мјесног становиштва), онда су у 11. вијеку припадници дружина почели да добијају села. Заједно са селима, која су постала вотчине, додјељивана је и бољарска титула. Бољари су почели да чине старију дружину. Служба бољара била је одређена личном вјерношћу кнезу, а не величином земљишног удјела (условно власништво над земљом није постало примјетно распрострањено). Млађа дружина која је била уз кнеза, живјела је на рачун кормљенија из кнежевских села и ратова. Главне борбене снаге у 11. вијеку били су ополченци, који су за вријеме рата од кнеза добијали коње и оружје. Услуге унајмљивања варјашке дружине су у основи напуштене за вријеме владавине Јарослава Мудрог.
Послије Јарослава Мудрог коначно је успостављен „љествични” принцип насљеђивања земље у породици Рјурикович. Најстарији у породици (не по годинама, већ по линији сродства) добио би Кијев, све остале земље су подијељене међу члановима породице и распоређене према старјешинству. Власт је прелазила са брата на брата, са стрица на нећака. Друго мјесто и јерархији табела заузео је Чернигов. Након смрти једног од чланова породице, сви млађи Рјуриковичи преселили би се у земље које су одговарале њиховом старјешини. Када би се појавили нови чланови породице, одређивао би им се град са земљом (волост). Извјесни кнез је имао право да влада само у граду у којем је владао његов отац, иначе се сматрао изопштеним.
Временом је црквени клир (тзв. „манастирске вотчине”) почео да посједује значајн дио земље. Од 996. становништво је свештенству плаћало десетину. Број епархија је са првобитних 4, растао. Катедра митрополита, којег је именовао константинопољски патријарх, налазила се у Кијеву, а под Јарославом Мудрим митрополит је првенствено биран из редова руских свештеника, од 1051. био је близак Владимиру и његовом сину Илариону. Манастири и њихови игумани почели су имати велики утицај. Кијевско-печерски манастир постаје средиште православља.
Бољари и дружина су састављали посебне савјете под кнезом. Кнез се савјетовао и са митрополитом, епископима и игуманима, који су сачињавали црквени сабор. Усложњавањем кнежевске јерархије од средине 11. вијека почели су да се окупљању кнежевски сјезди („снеми”). У градовима су дјеловала веча, на које су се бољари често ослањали ради подршке њиховим политичким захтјевима (устанци у Кијеву 1068. и 1113. године).
Од 11. до почетка 12. вијека формиран је први писаник законик — Руска правда, који је сукцесивно допуњен члановима „Правде Јарослава” (око 1015—1016), „Правде Јарославича” (око 1072) и „Повеље Владимира Всеволодовича” (око 1113). Руска правда је одржавала повећану диференцијацију становништва (сада је размјера вире зависила од друштвеног положаја убијених), регулисала је положај таквих категорија становништва као што су чељади, холопи, смерди, закупи и рјадовичи.
„Правда Јарослава” је изједначила права „Русина” и „Словена” (треба појаснити да се под називом „Словени” у љетопису помињу само Новгородци — „иљменски Словени”). То је, уз христијанизацију и друге факторе, допринијело образовању нове етничке заједнице, која је била свјесна свог јединства и историјског поријекла.
Од краја 10. вијека у Руси постоји сопствена производња новца — сребрњаци и златници Владимира I, Свјатополка, Јарослава Мудрог и других кнежева.

### Распад
Непосредно послије смрти Владимира Мономаха 1125, једна од половских хорди се вратила са сјеверног Кавказа, гдје се повукла за вријеме његове владавине. Убрзо је стављена пракса половских инвазија на јужне руске земље у савезу са појединим руским кнежевима, прије свега са черниговским Олговичима.
У другој четвртини 12. вијека Кијевска Русија се распала на самосталне кнежевине. Савремена историографска традиција сматра да је хронолошки почетак фрагментације 1132. година, када су послије смрти Мстислава Великог, сина Владимира Мономаха, Полоцк (1132) и Новгород (1136) престали да признају власт кијевског кнеза. Љетописац је за 1134. годину, везано са раскол са Мономаховичима, записао „сва земља руска била је разједињена.” Започети грађански сукоби нису се тицали само велике кнежевине, али послије смрти Јарополка Владимировича (1139), сљедећег Мономаховича — Вјачеслава — протјерао је из Кијева черниговски кнез Всеволод Олгович, након чега је титула кијевског кнеза постала предмет борби између различитих династичких и територијалних огранака Рјуриковича.
Током 12—13. вијека становници јужноруских кнежевина, због сталних пријетњи које су извирале из степе, а такође и због непрестаних кнежевских сукоба за Кијевску земљу, селили су се на сјевер, у мирнију Ростово-суздаљску земљу, познату и као Залесје или Опоље. Допуњавајући словенско становништво, кривичко-новгородски миграциони талас 10. вијека, досељеници са многољуднијег југа брзо су образовали већину на овој земљи и асимилирали ријетко угрофинско станивништво. О масовној руској миграцији током 12. вијека свједоче љетописи и археолошка ископавања. У том периоду дошло је до оснивања и брзо раста бројних градова Ростово-суздаљске земље (Владимир, Москва, Перејаслав Залески, Јурјев Опољски, Дмитров, Звенигород, Стародуб на Кљазми, Јарополч Залески, Галич итд.), који су називе добијали по градовима поријекла досељеника.
Слабљење јужне Руси, поред повећане половске опасности, сукоба кнежева и миграције становништва, везује се и за успјех првих крсташких похода и настанак трговачких путева између западне Европе и Азије преко источног Средоземља.
Борба за кијевску кнежевину била је испреплетана интересима готово свих руских земаља, што је био један од центрипеталних фактора, али је из истог разлога посједовање Кијева било могуће само по цијену значајних компромиса. Дакле, током два велика грађанска рата средином 12. вијека Кијевкса кнежевина је изгубила Волињ (1154), Перејаслав (1157) и Туров (1162). Волињ је постао изолован након неуспјешног покушаја старије гране потомака Мстислава Великог да, уз подршку становништва, Кијев претворе у свој посјед. Један од разлога овог неуспјеха био је политика галичких кнежева (од 1140), који су се противили уједињењу Волиња и Кијева под једним кнезом. Насљедници суздаљског кнеза Јурија Дугоруког прешли на политику сличну галичким кнежевима — политику слабљења Кијева.
Владимирско-суздаљски кнез Андреј Богољубски, унук Владимира Мономаха, послао је 1169. војску на југ на челу са својим сином Мстиславом, који је заједно са смоленском и северском дружином заузео Кијев. По први пут град је брутално опљачкан, цркве у Кијеву спаљене, становници одведени у ропство. Андрејев млађи брат је постављен као владар Кијева. Послије неуспјешних похода на Новгород (1170) и Вишгород (1173), утицај владимирског кнеза у другим земљама је привремено ослабио, али га је обновио Андрејев брат и насљедник, Всеволд Великог Гнијездо, који је постигао признање свог старјешинства међу потомцима Мономаха и тиме утицао на судбину кијевског пријестола.
У 12. вијеку, поред кијевског кнеза, титулу великог кнеза носили су и владимирски кнежеви, а у 13. вијеку, епизодно и галички, черниговски и рјазански кнежеви.
Кијев је по други пут опљачкан 1203, овог пута од смоленског кнеза Рјурика Ростиславича (са Олговичима и Половцима), који се борио против галичко-волињнског кнеза Романа Мстиславича и његовог кандидата за Кијев. Ипак, јака опозиција Кијева у сверуској политици опстала је још најмање четврт вијека. Владавина Мстислава Романовича (1212—1223) и Владимира Рјуриковича (1223—1235) (обојица из смоленске гране Рјуриковича) обиљежена је привременим прекидом сукоба.
Важан фактор у одржавању значаја Кијева била је институција тзв. „причешћа у руској земљи”. Кнежеви разних лоза претендовали су ако не на сам Кијев, онда на дио земаља Кијевске кнежевине, због чега су били обавезни да учествују у заштити јужних граница. Општи поход против Половаца, послије дужег прекида, организовали су 1168. и 1183. године. У бици на ријеци Калки (1223), у којој су учествовали скоро свих јужноруски кнежеви, догодио се први сукоб Руси са Монголима.
Уочи монголске инвазије (1237—1241) на територији Руси било је око 25 државних творевина, од којих је 19 било великих.
Монголи су спалили Кијев 6. децембра 1240. године. Уочи монголске инвазије, Кијевом је владао млађи брат владимирског кнеза Јарослава Всеволодовича (1236—1238), од 1240. галички намјесник Дмитар, а послије монголског признања 1243. Јарослава Всеволодовича као владимирског старјешина руским зељмама — владимирски намјесник. Од 1254. галично-волињски кнежеви су ностили титулу „краља Руси”. Титулу „велики кнез све Руси” с почетка 14. вијека носили су владимирски велики кнежеви.
Кијев је изгубио посљедњи атрибут пријестонице 1299. године — резиденцију митрополита. Резиденција је пресељена у Владимир. У неким црквеним и литералним изворима, на примјер, у изјавама константинопољског патријарха и Витолда крајем 14. вијека, Кијев се и касније сматрао пријестоницом, али је тада већ био покрајински град Велике кнежевине Литваније.
У совјетској историографији, концепт „Кијевкса Рус” је проширен како до средине 12. вијека, тако и за шири период од средине 12. вијека до средине 13. вијека, када је Кијев остао средиште земље и управљање Руси је вршила једна кнежевска породица на принципа „колективног сизеренства”. Оба приступа остају актуелна и данас.
Предреволуционарни историчари, почев од Николаја Карамзина, држали су се идеје о преношењу политичког средишта Руси 1169. из Кијева у Владимир, што се сеже до дјела московских писара, или у Владимир и Галич. Већина савремених историчара вјерује да ове идеје нису подржане у изворима.

## Карактер државности руских земаља
Историчари оцјењују карактер државе овог периода на различите начине: „варварска држава”, „војна демократија”, „дружински период”, „нормански период”, „војно-трговачка држава”, „распадање ранофеудалне монархије”.
Староруска држава објединила је под својом влашћу огромна подручја насељена источнословенским, угрофинским и балтичким племенима. У љетописима се држава звала Рус, Руска земља; ријеч „руски” у комбинацији са другим ријечима налазила се у разним списима. У ужем смислу под Рус, Руску земљу се подразумијевала територија кијевске (са изузетком древљанске и дреговичке земље), чернигово-северске (са изузетком радимичке и вјатичке земље) и перејаславске земље; управом у том смислу се израз „Рус” користио до 13. вијека, нпр. у новгородским изворима.
Шеф државе је носио титулу кнеза са почесном дефиницијом велики. Питање када се великокнежевска дефиниција претворила у титулу (тј. почела да се користи систематски) је дискутабилно. Незванично, за кијевског кнеза су се понекад могле придати и друге престижне титуле, међу њима туркијски каган и византијски цар. Кнежевска власт је била насљедна. У управљању територијама, поред кнежева, учествовали су великокнежевски бољари и „мужеви” — припадници дружина које је унајмио кнез. Бољари су такође имали своје најамничке дружине, које су по потреби биле окупљене у јединствену војску. Под кнезом се понекад истицао и један од бољар-војвода, који је често обављао функције реалног управљања државом; такве војводе биле су Олег (под малољетним Игором), Свенелд (под Олгом, Свјатославом и Јарополком) и Добриња (под Владимиром). На мјесном нивоу, кнежевска власт се бавила племенском самоуправом у виду веча и „градски стараца”.
Са распадом Кијевске Руси средином 12. вијека на њеној бившој територији образовано је око 15 релативно територијално стабилних кнежевина (заузврат, подијељених на удјеле). Најмоћније кнежевске династије били су: черниговски Олговичи, смоленски Ростиславичи, волињски Изјаславичи и суздаљски Јуријевичи. Током периода фрагментације Руси, политичка власт из руку кнеза и младе дружине дјелимично је прешла на ојачано бољарство. Ако су раније бољари имали пословне, политичке и економске односе са читавом породицом Рјурикович, на челу са великим кнезом, сада су имали са засебним кнежевским породицама.
У Кијевској кнежевини, бољари су, да би смањили јачину сукоба између кнежевски династија, у неким случајевима подржавали дуумвират (савлашће) кнежева и чак су прибјегли физичком уклањању туђинских кнежева (Јуриј Дугоруки и Глеб Јурјевич су отровани). У Новгородској земљи, која, као и Кијев, није постала вотчина ниједног од кнежевских огранака породице Рјурикович, као исход противкнежевског устанка успостављено је републиканско устројство — кнез је почео да проглашава и протјерује на вечима (народним саборима). У Владимирско-суздаљској земљи познат је случај када да су бољари (Кучковичи) и млађа дружина физички уклонили кнеза-„самодршца” Андреја Богољубског, али је у борби за власт послије његове смрти старије ростовско-суздаљско бољарство поражено, а лична моћ владимирских кнежева је значајно порасла. У јужноруским земљама градска веча су играла огромну улогу у политичкој борби (иако се помен на веча и у Владимирско-суздаљској земљи налазе до 14. вијека). У Галичкој земљи постојао је јединствен случај изора кнеза из редова бољарства.
Феудални ополченици постали су главни тип трупа, а почело је раслојавање кнежевске дружине на пукове као територијалне војне јединице и кнежевски двор. За одбрану града, градског округа и насеља коришћени су градски ополченици. У Великом Новгороду, кнежевска дружина је фактички била унајмљена у односу на републилке власти, владика је имао лични пук, грађани су чинили „тисјачу” (ополченије на челу са тисјачником), постојали су и бољарски ополченици образовани од становника „пјатина” (пет зависних од новгородских бољарских породица рејона Новгородске земље). Обично су походе изводиле снаге савезничких кнежевина. У љетописима се помиње бројност од око 10—20 хиљада људи.
Једини сверуски политички орган остао је сјезд кнежева, који је углавом рјешавао питања борбе против Половаца. Црква је такође задржала своје релативно јединство (икључујући појаву мјесних култова светитеља и поштовања култа мјесних моштију) на челу са митрополитом и борила се са разним врстама регионалних „јереси” сазивањем сабора. Међутим, положај цркве је ослабљен јачањем племенских паганских вјеровања у 12—13. вијеку. Ослабљен је религиозна власт и „забожни” (репресија). Кандидатуру архиепископа Великог Новгорода предлагало је новогородско вече, а познати су случајеви протјеривања владика (архиепископа).
Назив Рус је сачуван током овог периода за земље у средњем Поднепровљу. Становници разлчитих земаља обично су себе називали по пријестоним градовима кнежевина: Новгородци, Суздаљци, Курјани итд. Све до 13. вијека, према археолошким подацима, опстале су племенске разлике у материјалној култури, а говорни староруски језик такође није био јединствен, чувајући регионално-племенске дијалекте. Након монголске инвазије, скоро све руске земље ушле су у нови круг фрагментације, а у 14. вијеку број великих и удјелних кнежевина било је приближно 250.

## Становништво
На основу Руске правде, историчари разликују неколико група становништва Старе Руси. Племство у Старој Руси чинили су истакнути људи словенских племена и родова, а затим су њихов главио дио чинили представници династије Рјурикович. Пратиле су их дружине, од којих су касније формирани бољари. Дружина је била подијељена на старију и млађу. Међу богатима били су трговци, неке занатлије, као и власници великих земљишних парцела.
Главно становништво Руси били су слободни сељаци (людинами). Временом је све више људи постајало смерди — још једна група становништва Руси, која је укључивала сељаке зависне од кнеза. Смерди су били лично слободни, али под посебном јурисдикцијом кнеза. Смерд, као и обичан човјек, усљед заточеништва, дугова итд. могао је постати чељад (касније зван холоп). Холопи су у суштини били робови и потпуно обесправљени. У 12. вијеку се јављају закупи — непотпуни робови који се могли искупити из ропства. Сматра се да је у Руси још увијек није било много робова, али је вјероватно трговина робљем цвјетала у односима са Византијом. Руска правда такође раздваја рјадовиче и изгоје. Први су били на нивоу холопа, а други су били у стању неизвјесности (холопи који су стекли слободу, људи изгнани из заједнице итд.), али су били под заштитом цркве.
Број становника Старе Руси је непознат. Према процјенама историчара Георгија Вернадског, укупан број становника био је 7,5 милиона људи, од којих је милион живио у градовима.
Становништво је било концентрисано углавном у пријестоницама кнежевина, или у средиштима вазалних кнежевина. Друга група великих градова били су велика погранична утврђења. Уочи монголске инвазије (1237—1241), од 340 руских градова, 242 града била у саставу пет кнежевина — Кијевске, Черниговске, Владимиро-волињске, Галичке и Перејаславске (Јужне). Преосталих 14 кнежевина обухватало је само 98 градова. Дакле, главни дио становништва Руси живио је на југу.
Историчар Владимир Кучкин провјењује становништва руских градова на основу просјечне површине домаћинства познате из археолошких података (400 м2) и просјечне величине породице, процјене на основу писаних извора (4,4 особе), површина градова и њихов број (за градове који нису археолошки испитани, прихваћена је површина од 2,5 хектара, просјечна величина градића). Укупно, у руским градовима прве трећине 13. вијека, према овој процјени, живјело је око 300 хиљада људи. Ако је за Кијевску Русију тачан однос изведен за земље западне Европе, у погледу којих се градско становништво процјењује на 2% укупног становништва, становништво руских кнежевина у првој трећини 13. вијека било је приближно 15 милиона људи. Међутим, ако је проценат градског становништва био већи него у западноевропским земљама, укупан број становника био је знатно нижи: код 3% градског становништва — 10 милиона људи, код 4% — 7,5 милиона људи, код 5% — 6 милиона људи.
Што се тиче етничког састава државе, преовлађује гледиште полиетничког становништва, међутим, како примјећује Петар Толочко, несловенска компонента је чинила само мали дио становништва и брзо се асимиловала. Антон Горски сматра да је о полиетничком карактеру државе могуће говорити само са значајним резервама. Постојале су енклаве финског и балтичког становништва које су Словени постепено асимиловали, али у Кијевску Русију нису укључене велике територије са несловенским становништвом, које су наставиле да чувају свој језик, вјеру и друштвену структуру.